# Шланген
Шланген (нем. Schlangen) — община в Германии, в земле Северный Рейн-Вестфалия.
Подчиняется административному округу Детмольд. Входит в состав района Липпе. Население составляет 8770 человек (на 31 декабря 2010 года). Занимает площадь 75,98 км².
Коммуна подразделяется на 3 сельских округа.
Финский город Виитасаари является городом-побратимом Шлангена.